# Zhang Pengxiang
Zhang Pengxiang (chinesisch 張鵬翔 / 张鹏翔, Pinyin Zhāng Péngxiáng; * 29. Juni 1980 in Tianjin) ist ein chinesischer Schachspieler.

## Leben
1996 wurde Zhang FIDE-Meister, Internationaler Meister wurde er 1998. Großmeister ist er seit August 2001; die letzte Norm erreichte er bei der Asieneinzelmeisterschaft in Kalkutta.
Im November 2001 gelang es ihm, bei der Schachweltmeisterschaft des Weltschachverbandes FIDE in Moskau in der ersten Runde den ehemaligen Weltmeister Anatoli Karpow auszuschalten. Karpow war schon seit seinem fünften Lebensjahr das Vorbild Zhang Pengxiangs. Die ersten beiden Partien endeten remis, die dritte Partie gewann Zhang. In der vierten Partie, welche die Entscheidung bringen sollte, schaffte Zhang Pengxiang es, Karpow so zu beschäftigen, dass er aufgab, da er nicht mehr genügend Zeit hatte.
Im März 2002 gewann er das Linares Open. Im gleichen Jahr wurde er chinesischer Meister. Bei der Asienmannschaftsmeisterschaft im April 2003 in Jodhpur, die er mit der chinesischen Nationalmannschaft gewann, erhielt er eine Goldmedaille für sein Ergebnis von 7 aus 8 am ersten Brett. Im März 2005 gewann er das Schachfestival Bad Wörishofen vor Sebastian Siebrecht und Sergey Tiviakov. Im November 2006 gewann er den GMA Cup in Manila, im Dezember 2006 das Singapur Masters. Im September 2007 wurde er vor dem punktgleichen Wang Hao in Cebu City asiatischer Einzelmeister.
Zhang hat nach der Chinesischen Mannschaftsmeisterschaft 2013 keine Elo-gewertete Partie mehr gespielt und wird daher bei der FIDE als inaktiv gelistet. Im April 2007 erreichte er mit 2657 seine beste Elo-Zahl, womit er auf Platz 47 der Weltrangliste lag und die chinesische Rangliste anführte.

## Nationalmannschaft
Mit der chinesischen Nationalmannschaft nahm Zhang Pengxiang an den Schacholympiaden 2002 und 2006 teil, er erreichte 2006 mit der Mannschaft den zweiten Platz. Außerdem erreichte er bei der Mannschaftsweltmeisterschaft 2006 mit der Mannschaft den zweiten Platz und nahm an den asiatischen Mannschaftsmeisterschaften 1999 und 2003 teil. 2003 gewann er sowohl mit der Mannschaft als auch in der Einzelwertung am vierten Brett.

## Vereine
In der chinesischen Mannschaftsmeisterschaft spielte Zhang von 2005 bis 2013 sowie 2015 für Hebei, in der niederländischen Meesterklasse in der Saison 2004/05 für VastNed Rotterdam. Für den spanischen Verein Gros Xake Taldea spielte er 2005, 2006 und 2008 in der spanischen Mannschaftsmeisterschaft, außerdem nahm er mit diesem in den Jahren 2006 bis 2008 am European Club Cup teil und erreichte dabei 2008 das zweitbeste Ergebnis am zweiten Brett, er hat auch schon in Frankreich für L'Echiquier Chalonnais gespielt.